# 川崎球場
川崎球場（かわさききゅうじょう）は、かつて神奈川県川崎市川崎区に存在した野球場。株式会社川崎球場が所有、運営していた。2000年以降に大規模改修を実施してからはアメリカンフットボールや軟式野球等での利用が主となり、2014年に川崎富士見球技場（愛称「富士通スタジアム川崎」）へ改称された。

## 歴史
本節では野球場として使用されていた時代を中心に記載する。2000年の改修以降については川崎富士見球技場#沿革を参照。

### 開場当初
京浜工業地帯の一角を占める川崎市は、多くの企業が経営や製造の拠点を置いており、戦前から社会人野球が盛んな土地柄だった。1951年（昭和26年）、市内で新たな社会人野球向けの野球場を建設する機運が高まり、市と日本鋼管、東芝、味の素、日本コロムビア、昭和電工、いすゞ自動車などの主要企業が共同出資し「株式会社川崎スタジアム」が設立され、川崎市富士見の富士見公園内に川崎球場が竣工した。1952年（昭和27年）3月に内野スタンドが設置され、4月3日に初めてのプロ野球公式戦として東急フライヤーズ対大映スターズ戦が開催された。試合は5－3で東急が勝利。同年の川崎でのプロ野球公式戦はパ・リーグが東急や大映の他、毎日オリオンズ主催で40試合、セ・リーグが読売ジャイアンツ（巨人）及び国鉄スワローズ主催で7試合の計47試合が行われ、1953年（昭和28年）も計23試合が開催された。当時はセ・パ計5球団が後楽園球場を本拠地としていたことから、川崎は首都圏でのプロ野球の日程が過密化していたのを解消するのに役立っていたといわれる。
外野の広さは公称で両翼90m、中堅120mだが実際はもっと狭く、左中間や右中間の膨らみもほとんど無かった。実測値は両翼89m、中堅118m、左中間105m、右中間103mで、実際はこれよりさらに狭隘だったとする説もある。実際に当時、一部の新聞発表で両翼は実測87mと記載があった。そのため当時の球場の中でも狭くて本塁打の出やすい球場として知られた。中堅最深部が、本塁と二塁を結ぶ線の延長よりやや左に寄った変形球場のため、打者の視点からは違和感を覚えることもあったとされる。当初、外野スタンドはごく最小限の設備で建設され、その後、左右対称に増築する計画が立案されたものの、右翼場外に道路を通すことになったのに伴い、右翼側の増築部は道路の計画に沿って設計を見直し、右中間からポール際にかけて上半分を切り取るような変則的な構造となった。このため右翼側スタンドは非常に狭隘で、右翼方向への本塁打が場外に飛び出すことがよくあり、右翼スタンド上段に高い防球フェンスが設けられた。（国道の計画はその後、経由地が変更となり、代わって市道が設けられた。）
1954年（昭和29年）に発足した高橋ユニオンズが、プロ球団で初めて川崎球場をフランチャイズとした。6月にプロ本拠地としては歴代6球場目となる照明設備が増設され、ナイターの開催が可能となった。当時の後楽園球場の照明が最大照度800ルクスだったが、川崎は最大1100ルクスと高照度を誇っていた。ただ6基の鉄塔の内、右翼側の照明塔は前述の敷地の関係上、スタンドを跨ぐ格好で設けざるを得なかった。設置当初はまだ電力供給が不安定だったため、周辺の工場群の電力消費がピークを迎える時間帯がナイターと重なった時に、電圧が低下して照明が消灯してしまうハプニングもしばしば発生した。
10月25日に開催された大映スターズ対阪急ブレーブスのダブルヘッダーの観客数は、2リーグ制後のプロ野球公式戦の観客動員数最少記録とされる100人であったが実数は25人だったとする説もある。川崎球場ではこの他にも1966年（昭和41年）10月12日のサンケイアトムズ対中日ドラゴンズのダブルヘッダーで、2試合とも観客100人を記録している。1リーグ制時代の最少記録は1937年（昭和12年）7月17日、洲崎球場で開催されたイーグルス対名古屋金鯱軍戦の90人とされている。
1955年（昭和30年）からは大洋ホエールズも川崎をフランチャイズとし、セ・パ計2球団が川崎に本拠地を置くことになった。しかし、高橋ユニオンズが経営悪化により1956年（昭和31年）オフに大映スターズとの合併によって消滅したため、2球団が川崎に本拠地を置いた期間は2シーズンのみで終わっている。7月28日、開場記念の試合で敗戦投手となったヴィクトル・スタルヒンが近鉄パールス戦で日本プロ球界史上初の300勝を達成した。当初は9月4日の対大映戦で達成したとされたが、その後、公式記録を訂正したため300勝目は川崎での記録となった（詳細はスタルヒンの来歴の項を参照）。
1955年（昭和30年）、初のプロレス興行として力道山の日本プロレスによる「夏の国際大試合」を開催した。

### 大洋本拠地時代
1957年（昭和32年）から1977年（昭和52年）の21シーズンは大洋ホエールズ（現・横浜DeNAベイスターズ）のみが川崎を本拠地とした。
1960年（昭和35年）に外野スタンドの増築が完工した。前述の外野スタンドの構造はこの時からのものである。収容人員は公称値で30,000人となったが、実際の収容人員は25,000～27,000人、もしくはそれ以下といわれた。大洋は監督に三原脩が就任した。主力に秋山登や近藤昭仁らを擁してシーズンを闘い、8月11日に島田源太郎が史上6人目の完全試合を達成するなど勢いに乗ると球団史上初のリーグ優勝を飾り、川崎球場で初めて開催された日本シリーズでも大毎オリオンズを下して日本一に輝いた。しかし、この年の大洋は公式戦、日本シリーズともに敵地で優勝を決めており、その後、大洋は川崎時代には優勝することが出来なかった。後年、川崎球場を本拠地としたロッテも川崎時代はパ・リーグの2シーズン制（前後期制）時代に前期優勝が2度あったもののリーグ優勝は果たせなかったため、これが川崎球場で行われる唯一の日本シリーズともなった。
前述した電圧低下による照明の消灯はこの頃もしばしば発生していた。1959年（昭和34年）9月30日の大洋対国鉄戦では5回までに実に4度もの停電に見舞われ、その後送電回路を切り替えて何とか試合を成立させた。1961年（昭和36年）5月、照明設備の改修が行われた。川崎球場の出資企業でもある東芝の提案により、3種類のサーチライトを組み合わせて昼光色に近い照明効果が得られる「カクテル光線」が採用され、当時国内の野球場では最高となる最大照度2000ルクス超を確保できるようになった。
1962年（昭和37年）7月1日に開催された大洋対巨人15回戦において、巨人の王貞治が実戦で初めて「一本足打法」を披露した。巨人はこの試合まで投手陣が好投しても打線が繋がらず惜敗を繰り返しており、この試合前の首脳陣ミーティングでは投手コーチの別所毅彦が打線の不甲斐なさに声を荒らげた。打撃コーチの荒川博は当時、王と二人三脚で一本足打法に取り組んでいたが、いよいよ実戦で試す時が来たと意を決し、練習中の王に「今日から（打撃フォームは）アレで行け」と命令を下した。第1打席、大洋先発の稲川誠がモーションに入ると、王の右足がスッと上がった。稲川は「おかしいな」と思ったが、そう思う間もなく痛打を喫した。結局この試合で王は本塁打を含む3安打を放ち、試合は10－0で巨人が大勝した。
王はその後、ホームランバッターとして日本球界に君臨。右翼スタンドへの打球はしばしば上段の防球フェンスを越えて場外に飛び出していたため、後にフェンスが嵩上げされ「王ネット」と呼ばれた。1976年（昭和51年）7月23日に行われた対巨人16回戦の8回表、大洋投手の鵜沢達雄が投じたカーブを叩き、日本プロ球界史上初となる通算700本目のアーチを右翼スタンドに架けた。その後、この王の700号を記念するプレートが右翼席最前列に設置されたと同時に、当時は川崎球場を別名700号球場と呼ぶ声も挙がっていた。
この間、1963年（昭和38年）に運営会社の「株式会社川崎スタジアム」が「株式会社川崎球場」に商号を改称した。1971年（昭和46年）12月に川崎球場で初めてアメリカンフットボールの試合（シルバースター対在日米軍オールスター戦）が行われた。開場以来バックネットは支柱で支える構造だったが、観客の視界を改善するために1975年（昭和50年）、ワイヤーで吊り下げる懸垂式のものに改修した。
原辰徳（元巨人選手・監督）が東海大学付属相模高等学校在学中（1974年 - 1976年）には、川崎球場で全国高等学校野球選手権神奈川大会（夏の甲子園神奈川県大会）決勝戦が開催されたこともある。
1977年（昭和52年）4月29日に開催された対阪神タイガース3回戦で、阪神の佐野仙好が大洋の清水透の打球を捕った際、外野フェンスのコンクリート部に激突し頭蓋骨骨折の重傷を負った。当時コミッショナーだった金子鋭はこの事態を重く見て、5月12日の実行委員会で全本拠地球場のフェンスにラバーの設置を義務付けることを提案して全球団の了承を得た。これがその後、全国の主要野球場にラバーフェンスが普及するきっかけとなった。両軍ベンチ前面にベンチ全体を覆う防球用のフェンスが設置されたが、「プレイが見づらい」と選手に不評だったことから後に外されている。
川崎球場はこの当時、既に開業から四半世紀を越え徐々に老朽化がみられつつあった。大洋は施設や立地、集客力などの問題もあってかねてから川崎球場に限界を感じ、隣接する横浜市に本拠地を移転する構想を持っていた。大洋は手始めに1972年（昭和47年）11月22日、横浜市に対し「横浜平和球場が改築した折には、本拠地を川崎から移転したい」と申し入れ、当時横浜市長だった飛鳥田一雄の同意のもと覚書を取り交わした。その後中区の横浜公園内にあった横浜公園平和野球場の改築計画が具体化し、1977年（昭和52年）4月から横浜スタジアムの建設工事が始まった。
大洋は6月15日、本拠地を横浜に移転することを前提として検討を進めている旨を公式に発表。8月20日、1978年（昭和53年）から横浜スタジアムを大洋ホエールズの専用球場とすることを川崎市に対して通達した。しかし、大洋はそれまで川崎市に対しての根回しを全く行っておらず、突然一方的に移転を伝えられたことで川崎市は激怒。市内の19団体が移転反対を唱えるキャンペーンを行い、当時の市の人口の約半分に当たる54万人分の署名を集めるなど一時は猛反発を呼んだ。
ロッテオリオンズもこの年から神奈川県を保護地域とし、大洋と共用で横浜を本拠地としたいと表明した。ロッテは1972年（昭和47年）のオフに東京スタジアムが閉鎖された後、宮城県仙台市の宮城球場を暫定本拠地とし、首都圏では後楽園球場、明治神宮野球場、川崎球場など他球団の本拠地を間借りして主催試合を開催していた。しかし、大洋は共用による日程の過密化などを恐れてロッテの申し入れを拒否した。川崎市は上述の通り大洋に半ば裏切られた格好で、プロ野球本拠地としての経済効果の喪失を危惧してロッテに対し積極的に誘致を進めていた。
結局その後の折衝によって、大洋は当初の計画通り横浜スタジアムを、ロッテは大洋に代わって川崎球場を専用球場とすることが決まった。大洋は横浜移転初年の1978年（昭和53年）も川崎球場で主催公式戦を2試合開催している。これらの詳細は横浜スタジアム#球場の歴史、ジプシー・ロッテも併せて参照のこと。

### ロッテ本拠地時代
1978年（昭和53年）から1991年（平成3年）にかけての14シーズンは、ロッテが本拠地とした。
しかし、ロッテは移転早々、本球場で阪急ブレーブスに前期、後期とも目の前で優勝を決められるなど阪急に大幅な勝ち越しを許した上、前年までリーグ2位だった観客動員数も6年ぶりに50万人を割り込んで5位に陥落するなど苦難のスタートを強いられた。
川崎市は大洋が横浜に移転する代替策として三顧の礼を尽くしてロッテを誘致した経緯があるが、肝心の川崎球場はほとんど改修されることはなく、一塁側場外に室内練習場の新設、外野フェンスを5～7mに嵩上げ、照明を一部改修したのみで、施設そのものにほとんど手が加えられなかった。特にかつてのロッテの本拠地であり、しかも野球のメッカであった後楽園球場以上に設備が充実していた東京スタジアムと比較すれば大きく見劣るものであった。

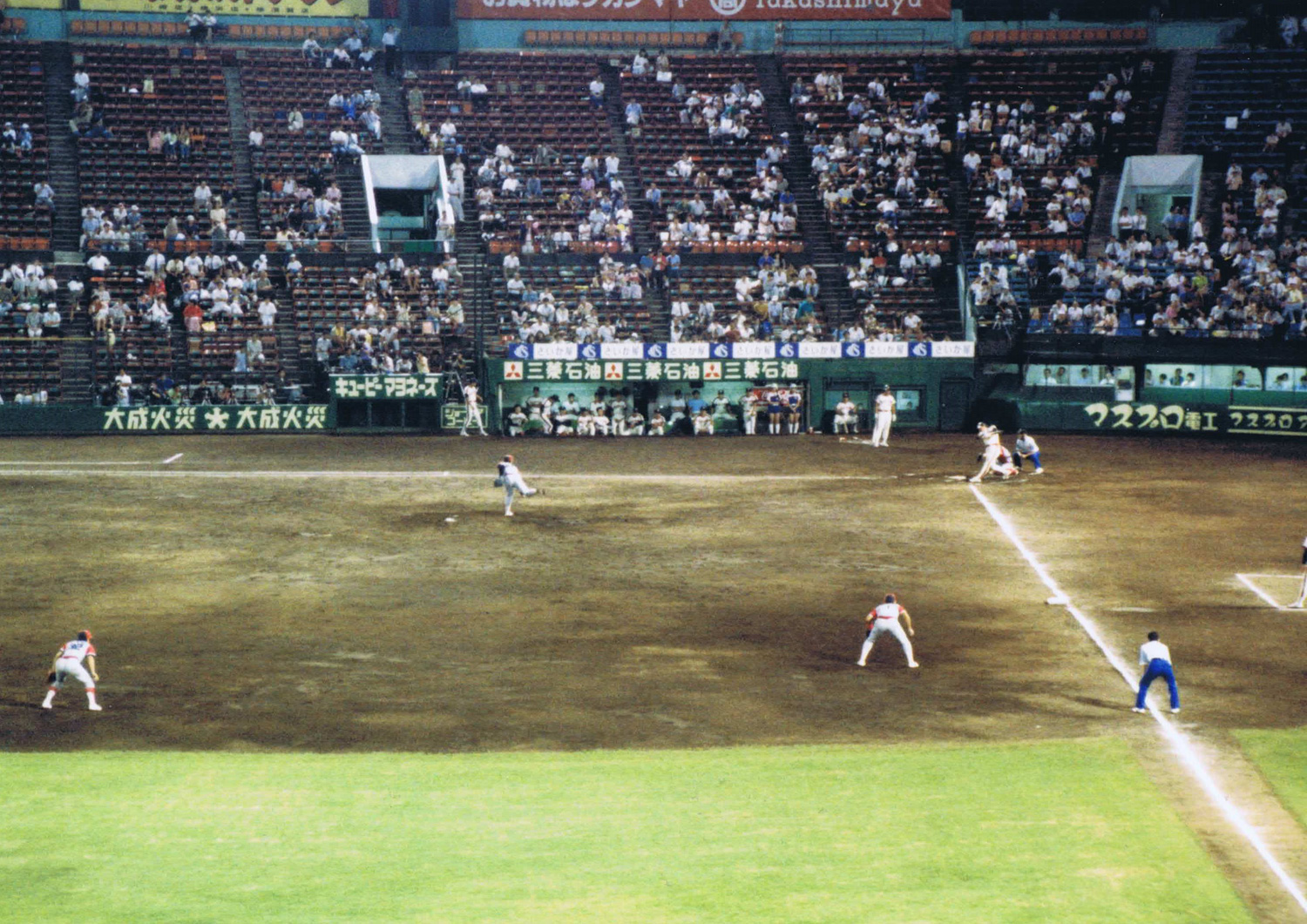
レフト側スタンドから見た川崎球場

老朽化し、かつ狭隘な球場に、人気の凋落した球団では川崎市民をはじめ首都圏の野球ファンの関心を引き寄せる力はあまりにも弱く、川崎駅前や銭湯など市内の各店頭での無料入場券配布などの努力も実らず、以降も観客動員は低迷を続けた。当時の球団の発表値でも、地方開催を含むロッテ主催試合の観客動員数は年間平均60～80万人台で推移し、実際は5千人以下の観衆しか集まらないことが多かった。
テレビ番組の『プロ野球珍プレー・好プレー大賞』などでは、試合をよそにスタンドで流しそうめんや麻雀などをし、カップルがキスを交わすなど勝手にたわむれている観客の姿がしばしば取り上げられた。観客が七輪を持ち込んで肉を焼いていたところ「火事だ」と騒ぎになったこともあった。隣接する川崎競輪場の競輪を三塁側スタンド最上段から観戦する客もみられた。後にロッテの球団職員となる横山健一によれば、あまりの客入りの悪さに「経費削減のため7回終了時点でスタッフが撤収し、指定席と自由席を隔てる柵の鍵も開けて帰っていた」「指定席のチケットを購入するとスタッフのおばちゃんに『買うの？』と怪訝な顔をされた」という。これらの逸話が伝える通り客入りは振るわなかったが、川崎球場はパ・リーグの、日本プロ野球の歴史に残る数多くの名場面の舞台となっている。 
1979年（昭和54年）、ロッテのレロン・リーが前年よく右翼上段の「王ネット」を超えて場外へ打球を飛ばしていたことからネットをさらに嵩上げし「リー・ネット」と呼ばれた。また、全日本女子プロレスの「日米対抗リーグ戦」が開かれた。
1980年（昭和55年）5月28日に開催された対阪急前期11回戦で、3番・指名打者で先発出場したロッテの張本勲が6回裏一死二塁で山口高志から放った右翼席上段のネットを直撃する6号2ラン本塁打は、張本の現役通算3000本目の安打（日本プロ野球ではこれが史上初）となった。張本は打った瞬間、ヘルメットを空高く放り上げて咆哮し、試合後に「家に帰ったら泣くかもしれない」と語った。後日、本塁打が当たった点15m下の右翼スタンド上段に着地点を矢印で示す表示板が設けられた。
9月30日に開催された対日本ハム戦で、ロッテのレオン・リーが空振りしたバットが観客席に飛び込み、坐っていた小学生の口に当たって歯を折損させる事故が起きた。小学生のいた席は報道カメラマンの後方だったため、バックネットのフェンスが無かった。
1985年（昭和60年）、ロッテの落合博満は全130試合に出場し、打率.367、本塁打52、打点146を記録し三冠王を達成。1986年（昭和61年）も打率.360、本塁打50、打点116を記録して2年連続の三冠王に輝いた。しかし、この年のオフシーズンに信頼を寄せていた稲尾和久監督の辞任や年俸の高騰がネックとなるなどし、1対4のトレードで中日ドラゴンズに移籍した。
この間も本球場の老朽化は著しく進行し続けた。開場以来一度も交換されていない機器まであったほどで、かつて放送席にあったボールカウント表示用のスイッチは川崎球場開場年の1952年（昭和27年）製造のものだった。スポーツライターの鉄矢多美子は1977年（昭和52年）から1987年（昭和62年）までロッテ球団で広報担当を務めていた傍ら、ウグイス嬢も兼任していたが、球場関係者から「壊れたら替える部品がないので、丁寧に扱ってください」と注意されていたという。
本球場のロッカールームは通気性の悪さから湿気が多い上、スタンドの座席は狭隘で座りにくく、トイレは男女共用の汲み取り式便所であり、臭いがひどく、鍵が壊れていることも常態化していた。当時主力だった有藤通世は「ロッカールームが湿気でジメジメしていて、バットやグラブ、スパイクを置いたまま1週間遠征に出るとカビが生えた。バットは一晩置いておくだけで20 g重くなった」と証言している。他に当時の主力だった落合博満や村田兆治もバットやグラブをロッカールームに入れていなかったという。スタンドが低かったため、ファウルボールが一塁側場外に出ると選手用駐車場のロッテ選手の自家用車を直撃することもしばしばあった。
本球場は映画やテレビドラマのロケーション撮影でもしばしば使われた。刑務所のトイレのシーンの撮影が前述のスタンド下のトイレで行われた。刑事ドラマの撮影にも使われ、犯人が追っ手を逃れ、古ぼけた野球場のスコアボード棟に逃げ込むシーンの撮影だったが、ドラマの監督は撮影場所を選んだ理由について「都内近辺でこんなオンボロのスコアボードがあるのは川崎しかない」と話していたという。1982年（昭和57年）に製作された映画『化石の荒野』（東映・角川映画）では球場のスタンドやフィールドがロケ地として登場している。
本球場の不入りぶりはマスメディアで何度も話のネタにされ、当時は成績も低迷していたことから、朝日新聞1983年10月12日付記事でロッテのフロントの無気力ぶりが批判されたり、週刊ベースボールの読者投稿欄「ボールパーク共和国」で川崎時代のロッテの弱さや不人気ぶりを揶揄するネタ、当時のロッテ球団フロントに対する批判投稿が頻繁に掲載された。
立地条件からフィールドの水はけも悪く、降雨の翌日になっても水が引かないため、雨天ではないのにもかかわらず「グラウンド状態不良」を理由に試合を中止せざるを得ないことも多々あったため、シーズン終盤になると本球場でのロッテ戦が数多く組まれるのが常態化していた。1984年（昭和59年）は秋季の日米野球開催に合わせてロッカールームとスタンド外周部の照明の改修をしたが、日米野球は雨天で中止となった。来日メンバーにオリオールズの新人だったカル・リプケン・ジュニアや後にロッテの2軍監督などを務めたレン・サカタもいた。本球場で日米野球の日程が組まれたのはこの年の一回だけであった。
著しく老朽化し、かつ川崎市も施設改善する構想すらしていなかった本球場では、これ以上の誘客が望めないとして、ロッテは1980年代以降、千葉県千葉市の千葉県野球場や栃木県宇都宮市の宇都宮清原球場など、首都圏の他都市への本拠地移転を検討したことがある。しかし施設面や交通の便、および行政側の影響などでいずれも頓挫した。これとは別に、1984年（昭和59年）に稲尾を監督に招聘する際、将来的に本拠地を当時福岡県福岡市にあった平和台野球場へ移転させる計画があるという話を球団側が持ち掛けたこともあった。
一方、川崎市は球団の移転防止策として、本球場の改修案の他、幸区鹿島田地区の新川崎駅西側にある日本国有鉄道新鶴見操車場跡地にドーム球場を建設する構想を発表した。しかしこれらについても、市の財政難や観客動員数低迷による採算性への不安、さらにリクルート事件による市政の混乱などにより、なかなか進展しなかった。また、本球場の改修案についても具体的な対策が執られず、ほとんど改善されないままであった。なおこの間に球団も集客関連で手をこまねいていた訳ではなく、ロッテは1987年（昭和62年）から女性向けのPR用フリーペーパー「URE・P（ウレピー）」を無料で配布し、横浜スタジアムが「ハマスタ」と呼ばれていることに習い、川崎球場を「SAKIスタ」と呼んでイメージアップを図ろうとはしていたものの、実際の球場設備に大きな変化はなかった。
1988年（昭和63年）、ロッテは前年限りで退団したレロン・リーに代わる外国人選手として、MLB時代に闘志溢れるプレーで"Mad Dog"（狂犬）の異名を取り、通算4度首位打者に輝いたビル・マドロックを三顧の礼で迎え入れた。球団はマドロックを手厚く迎えるべく、本球場の一塁側ダッグアウト裏に専用のロッカールームを用意するなど小規模ながら施設の一部改修を行ったほどだったが、マドロックは来日後初めて川崎を訪れた際「本当にこんな狭くて汚い球場で試合をするのか」と嘆息した一方で「この野球場なら（本塁打）50本は打てると思う」とコメントしたが、マドロックは当時既に37歳を迎えて、年齢的にも肉体的にもピークを過ぎており、打率はシーズン中盤まで2割5分を前後し、期待された本塁打もほとんど出ずじまいで、かつての首位打者の面影の見えないまま不振が続き、4番を高沢秀昭に譲り5番に降格した。
球場施設の改善に関しては一貫して消極姿勢を取り続けてきた川崎市だが、それを転換せざるを得ない事態が訪れる。10月19日、近鉄バファローズがリーグ優勝のマジックを「2」として迎えた大一番のロッテとのダブルヘッダー、いわゆる「10.19」である（近鉄は第1試合に勝ったものの、第2試合は引き分けに終わり、西武ライオンズがリーグ4連覇を果たした）。このダブルヘッダーで球場には近鉄ファンが大挙して押し寄せたが、球場のキャパを超えた観客が近隣のマンションから観戦し、さらに発券システムや場内売店・飲食店、トイレなどの不備によって大きな混乱を引き起こした。試合後、観客から市や球団に改善要求が数多く寄せられたため、これまで改修を渋り続けてきた市もついに改修を決断し、1989年（平成元年）秋から球場の改修工事に着手する。

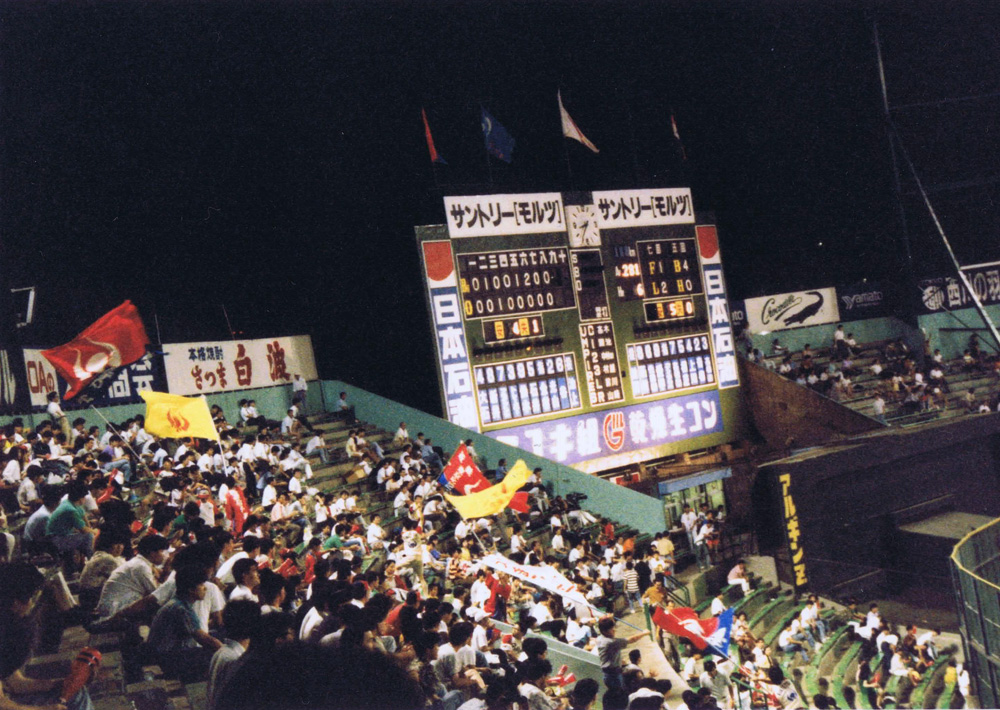
ロッテ移転後1990年まで使われていたスコアボード。川崎球場のスコアボードは「10.19」を経て1990年シーズン終了後より改装し、1998年まで使用されていた。

改修工事開始の1989年、通算198勝で開幕を迎えたロッテの村田兆治投手はまず1勝を挙げ、いよいよ200勝に王手をかけると、当時監督だった有藤は「本拠地で200勝を達成させてやりたい」と、川崎での主催試合にローテーションを合わせる方針を決めた。だが、4月16日の近鉄戦では延長11回の粘投も最後は新井宏昌の適時打で力尽きると、4月30日の日本ハム6回戦は序盤で打ち込まれてKO。両日とも記録達成を見届けようとスタンドは観客で埋め尽くされ、テレビ中継も行われたものの、結局本球場では達成できなかった。村田は5月13日、地方開催の山形県野球場でのビジターの日本ハム7回戦で200勝を達成した。
パ・リーグはこの年も上位チームが僅差で競り合う、いわゆる「熱パ」となり、シーズン終盤は近鉄、西武、オリックスの三つ巴の争いとなった。本球場では10月12日と13日にロッテ対オリックス3連戦が行われ、オリックスは12日のダブルヘッダーに連勝。一方、西武球場の西武対近鉄のダブルヘッダーでは近鉄が西武を猛打で圧倒して優勝戦線から引きずり下ろし、近鉄がマジックを「2」とした。13日、同じく本球場でのロッテ戦に臨んだオリックスは先発にエース佐藤義則を立てたが5回、愛甲猛に決勝3ランを喫すなどし、5－3で敗戦。マジックを「1」とした近鉄は10月14日、藤井寺球場のダイエー戦で歓喜のリーグ優勝を果たした。詳細は10.19#1989年10月12日のダブルヘッダーと近鉄1年越しの優勝を参照。
1991年（平成3年）春季に、川崎市が約14億円を掛けた改修工事が完了した。この2年の間にスタンド壁面の再塗装、防球ネットの嵩上げ、一部座席の取替え、パネル式だったスコアボードの電光化、フィールドの人工芝敷設など段階的に施設の改装を行った。近鉄のラルフ・ブライアントが右翼上段の「リー・ネット」を超えて場外に打球を飛ばしていたことから、この改修工事を期にネットがさらに嵩上げされ「ブライアント・ネット」と呼ばれた。ロッテは春季に「テレビじゃ見れない川崎劇場」を謳い文句に誘客キャンペーンを展開し、自虐的なテレビコマーシャルも話題を呼んだ。しかし、この時の改修も一部分だけであり、老朽化および狭隘化した施設そのものが改善されたわけではなく、抜本的な設備の改善を望める状況ではなかった。
8月9日の日本ハム戦では場内アナウンスをロッテオリオンズ職員の谷保恵美が1軍公式戦としては初めて場内アナウンスを担当。その後、千葉移転後の2023年（令和5年）10月に引退するまで同アナウンスを33年間務めることになった。
この頃、千葉市が千葉マリンスタジアム（現:ZOZOマリンスタジアム）を竣工させ、施設不備にさいなまれていたロッテに対して本拠地誘致を積極的に進めていた。ロッテはこの誘致を受け入れ、1992年（平成4年）から同球場を本拠地にすることを発表した。発表当初は移転後も当面の間、本球場でも年間10試合程度の公式戦の開催を予定する方向で検討していたが、突如の移転発表で態度を硬化した川崎市が、その抗議の意味で、本球場の改修を盾に移転に関する収入補償を求めてきた。これに対しロッテは、これまで長年にわたり、川崎市に本球場の改修や新施設の整備を求めてきたのを、ことごとく無視されたり反故にされ続けてきた経緯からこれに反発し、この要求を拒否するとともに、本球場での試合開催予定数も大幅に削減することを決めた。
本球場はプロ野球の本拠地としては1991年（平成3年）で終了した。なお、ロッテはこの年が球団史上初の観客動員100万人達成となった。ロッテの観客動員数は千葉移転後に大幅に伸び、また本球場時代およびそれ以前とは異なり、千葉移転後のロッテは球団運営に積極的な方策を取ることが大幅に増え、さらにそれが功を奏して若年層のファン獲得にも成功したことから、ロッテファンの気質もオリオンズ時代とは異なるものとなった（マリーンズファンも参照）。
ロッテ本拠地としての最終戦は同年10月17日のダイエー戦（ダブルヘッダー第2試合）で7回降雨コールドで勝利した（勝利投手・小宮山悟）。
ロッテは本球場時代にリーグ優勝の経験はないが、パ・リーグの2シーズン制時代の1981年（昭和56年）に本球場で前期優勝を決めており、これがプロ野球本拠地時代の川崎において唯一の本拠地チームの胴上げとなった。

### ロッテの千葉移転後
その後、1992年（平成4年）7月3日と4日に千葉ロッテマリーンズ対近鉄バファローズ2連戦が開催された。1993年（平成5年）8月6日に15年ぶりのセ・リーグ公式戦として横浜ベイスターズ対阪神タイガース戦が組まれたものの当日は雨天中止となり予備日も設定されなかったため、前述の1992年のロッテ対近鉄戦が川崎で最後の1軍公式戦となった。公式戦の開催試合数はセ・リーグが1394試合、パ・リーグが1059試合の計2453試合。この他日本シリーズ2試合、パ・リーグのプレーオフ4試合、オールスターゲーム7試合などが行われた。オープン戦は1994年（平成6年）3月19日に横浜対日本ハム戦が開催され、横浜が前身の大洋以来16年ぶりに川崎で主催した試合となった。2軍では1992年（平成4年）10月3日に巨人対中日のジュニア日本選手権が行われた他、1996年（平成8年）に巨人主催のイースタン・リーグ（2軍）公式戦が1試合開催された。1997年（平成9年）にも巨人主催の二軍公式戦が1試合開催されたが、これが川崎で最後のプロ野球公式戦となった（この2試合ともに後述する巨人・阿波野秀幸が登板）。
プロ野球の開催はなくなったが、以前より会場となっていた高校野球や首都大学野球、社会人野球（東京スポニチ大会、都市対抗野球神奈川予選）などアマチュア野球の公式戦はその後も継続して行われた。フィールドが人工芝になってからはアメリカンフットボール「Xリーグ」の公式戦が本格的に行われるようになった。
1993年は夏の高校野球神奈川県大会で雨天順延による影響により、決勝戦会場となった。
他にもプロレスの会場として使用され、特にプロレス団体のFMWは川崎球場を聖地と呼び、通算7回（スタンド撤去前は6回）に亘って興行としてFMW川崎球場大会を開催しており、川崎球場の観客動員記録を持っている。
この間、富士見公園内にある各施設の老朽化が問題視され、川崎市は再整備計画について検討を開始し、川崎球場は1998年（平成10年）秋季国民体育大会のかながわ・ゆめ国体終了後に撤去し、その後市内の他の場所に代替施設を建設する方針を1995年（平成7年）11月に決定した。これに伴い、かつて頓挫した新鶴見のドーム球場構想が再び浮上したが、市の財政難もあって計画は事実上頓挫した。川崎球場は取り壊されることなく、その後も野球をはじめ各種イベントが行われた他、草野球等の一般利用などに供用された。
1999年（平成11年）12月に市が実施した耐震検査の結果、スタンド部分が震度5以上の地震で倒壊する危険性があることが指摘され、2000年（平成12年）1月に市は、3月31日限りで川崎球場を閉鎖してスタンドの解体、撤去を行うと発表した。建築当時の予算が総額6000万円に抑制され、鉄骨に米軍が使用していた鋼材や日本鋼管が持ち込んだ廃材が使用されるなど躯体が脆弱な上、高度成長期の大気汚染によって老朽化がより著しく進行した可能性があるとも言われた。この間、市側が抜本的な改修や補強をほとんど行ってこなかったのが最終的に仇となった。撤去決定の知らせを受け、ロッテファンを中心とする野球ファン有志が2月26日、川崎球場を借り切ってお別れイベントを実施。このイベントではオリオンズOBによる紅白戦も行われた。参加したファンは持参したグラブでキャッチボールをしたり、マウンドでOBと記念撮影を行った他、クイズ大会や過去の試合のビデオ上映が行われた。アマチュア野球の最後の公式戦は3月に開催された社会人野球の「東京スポニチ大会」となった。
3月26日に「川崎球場ファイナルシーン」と銘打って、かつて川崎球場を本拠とした横浜とロッテによるオープン戦が開催され、これが川崎球場で最後のプロ野球の試合となった。当日は別れを惜しむファンが詰めかけ、場外に長蛇の列ができ、スタンドでは21,000人の観客が最後の試合を見届けた。試合は打撃戦の末、ロッテが22－6で勝利したが、本塁打がロッテ側のみに10本（プロ野球公式戦での1チーム最多本塁打記録は9本）、しかも本来は長距離打者ではない小坂誠が1イニング2本塁打の快記録を作った。当時の横浜は近鉄時代に10.19で2試合連続リリーフ登板した阿波野秀幸や川崎時代のロッテ最終期のエースだった小宮山悟が在籍しており、登板はなかったものの多くの観衆から声援を受けた。試合終了後に閉場セレモニーが行われ、市民がフィールド上で「ありがとう」の人文字を造った。この日、満塁を含む2本塁打を打ったロッテの堀幸一は「僕がプロ入り初めての一軍の試合で本塁打を打ったのはここ。最後の試合で打てて、いい思い出になる」、10.19の第2試合で同点本塁打を放ったロッテ打撃コーチの高沢秀昭は「自分のいい時も悪い時も知っている球場。10.19でのホームランが今でも話題に上るのは嬉しい」、その本塁打を打たれた阿波野は横浜市出身とあって、川崎では高校時代からプレーしており「高校野球でも負けたし、今でも高沢さんが申し訳なさそうにダイヤモンドを回る姿が忘れられない。この球場でいい思い出はつくれなかったけど、一球の重みを教えてくれた、僕の野球人生になくてはならない球場」と、それぞれに思い出を語っていた。
- 「川崎劇場ファイナル」スコア（観衆＝2万1000人）

|            | 1 | 2 | 3 | 4 | 5 | 6 | 7 | 8 | 9 | R  |
| ---------- | - | - | - | - | - | - | - | - | - | -- |
| 千葉ロッテ | 0 | 0 | 1 | 4 | 6 | 0 | 0 | 8 | 3 | 22 |
| 横浜       | 1 | 3 | 0 | 0 | 1 | 1 | 0 | 0 | 0 | 6  |

1. 勝利：黒木知宏
2. 敗戦：斎藤隆
3. 本塁打
ロ：堀幸一、ジェフ・バリー、初芝清、小坂誠（以上は各2本）、福浦和也、立川隆史

横浜対ロッテ戦直後の3月31日、川崎球場は閉鎖された。

### スタンド撤去後
閉鎖直後の2000年（平成12年）4月からスタンドの撤去工事が開始され、順次撤去を開始（この間もしばらくの間、フィールドのみはアメフトなどで使用されていた）、8月から完全閉鎖し撤去工事が本格的に始まった。スタンドに設置されていた王700号のプレートは撤去前に取り外されて洗浄・研磨され、張本3000安打の表示板は王のプレートと同型のレプリカが作成され、先の川崎でのオープン戦で展示された後、ベースボール・マガジン社を介して新潟県南魚沼郡大和町の町立美術館に所蔵された。
2001年（平成13年）春、現施設の施工工事が順次完工して営業を再開し、5月に全面竣工した。フィールド部分と照明塔6基のうち3基および室内練習場はそのまま活用し、内野部分に2,700人収容の土盛りスタンドとアメリカンフットボールと兼用できる磁気反転式のスコアボードが新設された。硬式野球での使用はできないが、全国軟式野球統一王座決定戦・ジャパンカップ（ストロングリーグ主催）など草野球や軟式野球の他、アメリカンフットボール公式戦やプロレス、フリーマーケット会場等各種イベントに使用されている。右翼側のスタンド跡が遊歩道として整備された他、三塁側から左翼側にかけてのスタンド跡を活用して駐車場が拡張された。
2004年（平成16年）に、敷設していた人工芝が経年劣化したため、毛足が長く天然芝に近い感触を持つロングパイル型に張り替えた。また、Jリーグの川崎フロンターレが小学生や中学生のサッカースクールを開催している。
2007年（平成19年）に第3回アメリカンフットボール・ワールドカップが川崎市で開催され、川崎球場は中原区の等々力陸上競技場とともに開催会場の一つとなり、全9試合のうち開幕戦と決勝戦を除く7試合が行われた。これに合わせて老朽化した室内練習場が撤去され、新たに更衣室棟（クラブハウス）が建設された。この際アメフト観戦用の仮設スタンドが元のレフト・ライトのグラウンド上に新設された（野球用の1塁側の箇所がメインスタンド、同3塁側がバックスタンドで、従来の外野部分が縮小された）他、ゴール裏は従来に同じ）他、マウンドや各ベース部分などの土の部分についても全て人工芝化するなど事実上アメフト専用スタジアム化された。2009年に、よりアメフト用スタジアムとしての機能を増強すべく仮設スタンドの改修（主に旧ホームベース側への増設）が行われている。
アメリカンフットボール・ワールドカップの開催を契機に本格的な球技専用スタジアムとしてのリニューアルを図る方針からスタンドおよびグラウンドの増改築が行われ、2013年（平成25年）4月から2015年（平成27年）3月まで大規模な改修が行われた。これにより収容人員は4000人程度に拡大され、グラウンドの形状は野球場時代の「ダイヤモンド型」から長方形型の「球技場」形式のものへ一新されている。
2014年（平成26年）4月1日に施設名も従来の「川崎球場」から「川崎富士見球技場」に改称され、12日にメインスタンド（約2000席）竣工記念としてアメリカン・フットボール日本代表対ドイツ代表の試合が行われた。2015年（平成27年）に野球場の運営法人だった株式会社川崎球場も解散し、新球技場は川崎市が施設所有者となった。その際指定管理者を民間企業から募集し、東急コミュニティーと川崎フロンターレが指名されている。
リニューアル後も照明塔は3基残存していたが、耐震性の問題から川崎市は撤去を検討。この動きに対してプロ野球ファンの有志やプロレスラー・佐藤光留、川崎市議会が同市の文化財登録を求めて保存運動を進めた。
この活動を受けて2020年7月には外野フェンスの一部を含む市文化財登録を求めた請願審査が趣旨採択されたものの、2022年7月までに1基撤去され、2023年1月からは残存していた2基の撤去工事が開始され、照明塔は全て撤去された。なお、照明塔撤去前にはお別れイベントが行われ、約800人のファンが集った。また、将来的に照明塔の一部を残したモニュメントが作られる予定となっている。
ギャラリー

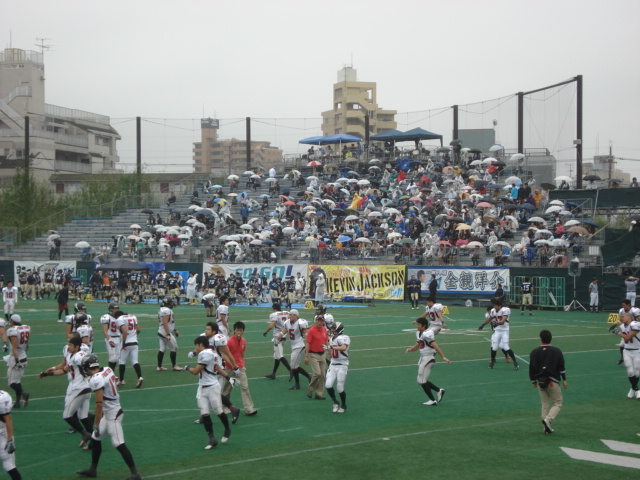
2007年のIFAFワールドカップジャパン以降、旧一塁側に設置された当時のメインスタンド。
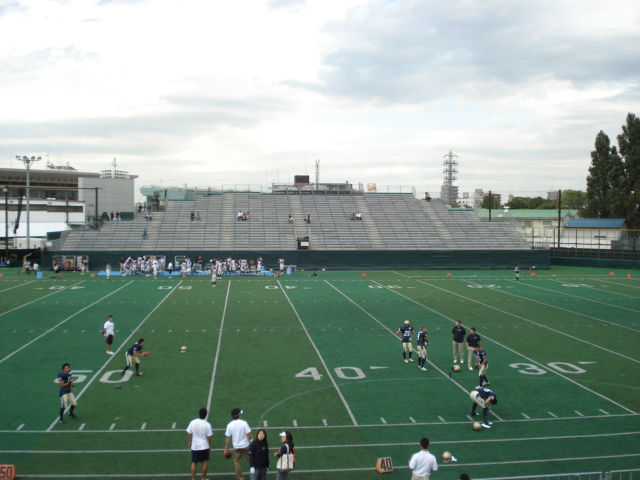
同じく2007年のIFAFワールドカップジャパン以降、旧三塁側に設置された当時のバックスタンド。
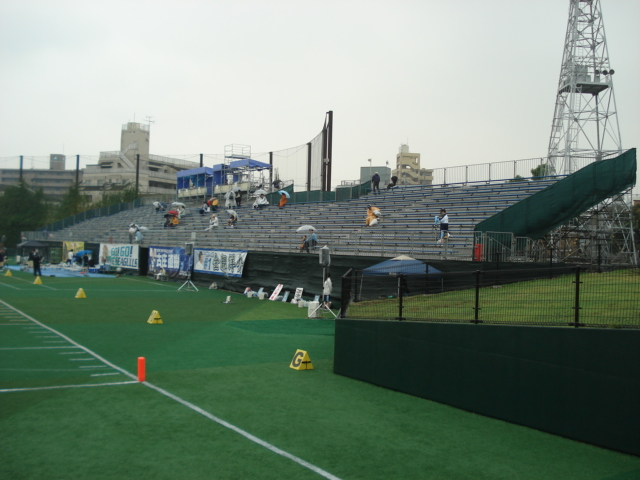
2009年の8月以降、高さがなくなり、芝生席方向へ伸びた現行のメインスタンド。
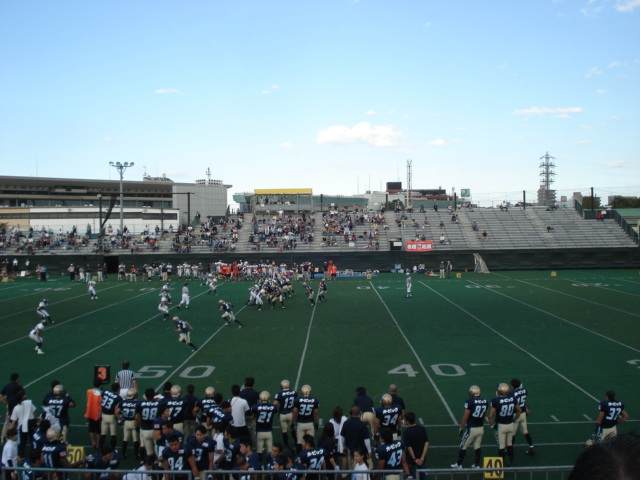
同じく2009年の8月以降、高さがなくなり芝生席方向へ伸びた現行のバックスタンド。
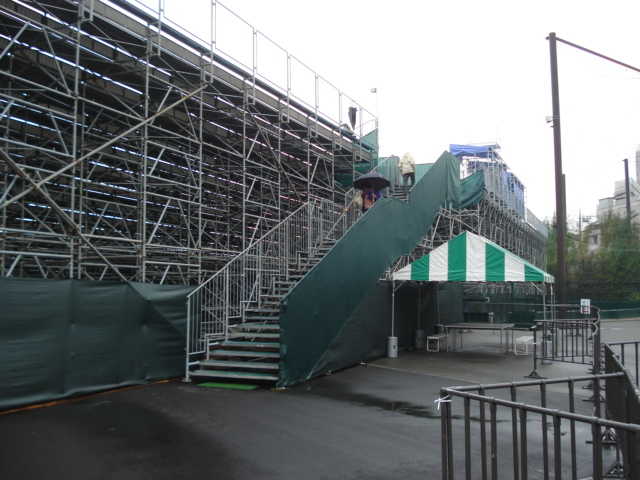
現行のメインスタンドの中寄りの入り口。階段下に見えるのは休憩所。
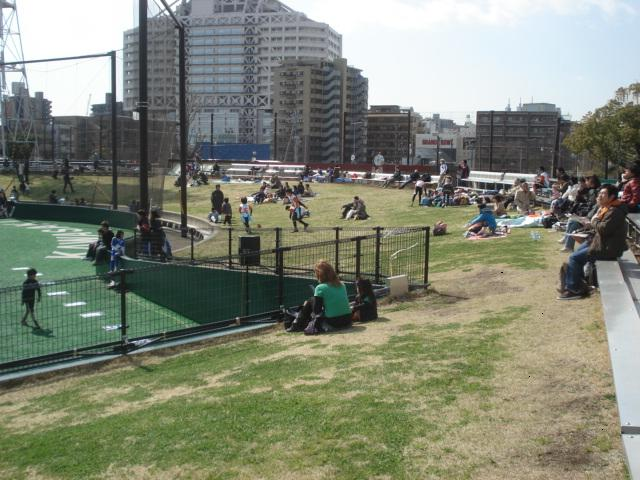
旧本塁付近にあったスタンド跡地は、現在は土盛りの芝生席になっている。

## 川崎市における新野球場
川崎市では川崎球場のスタンド撤去決定後に市長が諮問機関「新球場整備準備委員会」を設け、新球場の建設について検討を行った。特に市ではロッテの千葉移転以降、2001年にJリーグのヴェルディ川崎がホームタウンを東京都に移転するなどプロスポーツチームの撤退が相次いだことから、施設の不備に対する強い危機感を抱いていたことが背景にあった。委員会は市民や野球ファン、プロ野球OBら識者を交えたシンポジウムを開催するなど議論を進めた。その結果、2001年3月に「社会人野球の公式戦等に対応する、観客席15,000人以上の規模が望ましい」などとする答申を市に提出した。ただし、あくまでも整備すべき施設の規模について示したのみであり、立地や具体的な整備方法に言及しなかった。その後、市議会では川崎市等々力球場など既存施設を改修して設備増強を図る策や、前述の新鶴見など市内の別の場所に新施設を建設する策など複数の整備案について議論されたが、慢性的な財政難が影響し、具体化しなかった。
2011年に川崎市は、かつて日本ハムの二軍が使用していた日本ハム球団多摩川グランド（日本ハム多摩川球場）が球団から国に返還されたことを受けて国からこの土地を購入し、2015年4月に硬球対応の川崎市多摩川丸子橋硬式野球場として再オープンしている。この他、等々力球場も2016年ごろ着工、2018年ごろの完成をめざし、プロ野球の開催も可能な球場として整備する計画を2013年3月に発表した。スケジュールに沿って2016年6月に着工されたが、地盤に想定されていなかった問題が発覚して工事が中断し、対策を行った上で2018年1月から工事を再開した。完成は、2017年12月の時点で当初予定より2年遅れの2020年12月、その後2019年11月の時点では2020年10月供用開始予定と報じられ、最終的に2020年10月19日に完成式典が開かれてオープンした。

## 施設概要

### 球場データ
- 両翼：89m、中堅：118m。元の公称値は両翼90m、中堅120mだったが、実測値はさらに狭隘であるとする説もある。
  - 2006年以降は両翼：約70m、中堅：約90m
- ダートサークルに相当する箇所にプロ野球の本拠地時代は「Whales」（大洋）、「LOTTE」（ロッテ）のロゴが入っていた。
- 内外野：1990年までは内野・土、外野・天然芝、1991年以降は外野にロングパイル人工芝を敷設。
- 照明設備：照明塔6基
  - 2000年以降は照明塔3基。メイン側=野球の1塁側相当に2基、バック側=同3塁側相当に1基。
- スコアボード：チーム名、イニングスコア、カウント (SBO) 表示のみ。得点部＝磁気反転式、チーム名表示部＝パネル式。
  - メインスタンド撤去後はアメリカンフットボールのスコアボードが隣接している。チーム名表示部＝パネル式、その他＝白色LED使用。
- 収容人員：公称30,000人
  - 座席はいろは順の平仮名で表記されて並んでいた[91]。
  - メインスタンド撤去後は2,700人（内野側：土盛りスタンド、ベンチ設置箇所あり。外野側：スタンドなし）。実際はそれ以上入る模様である。

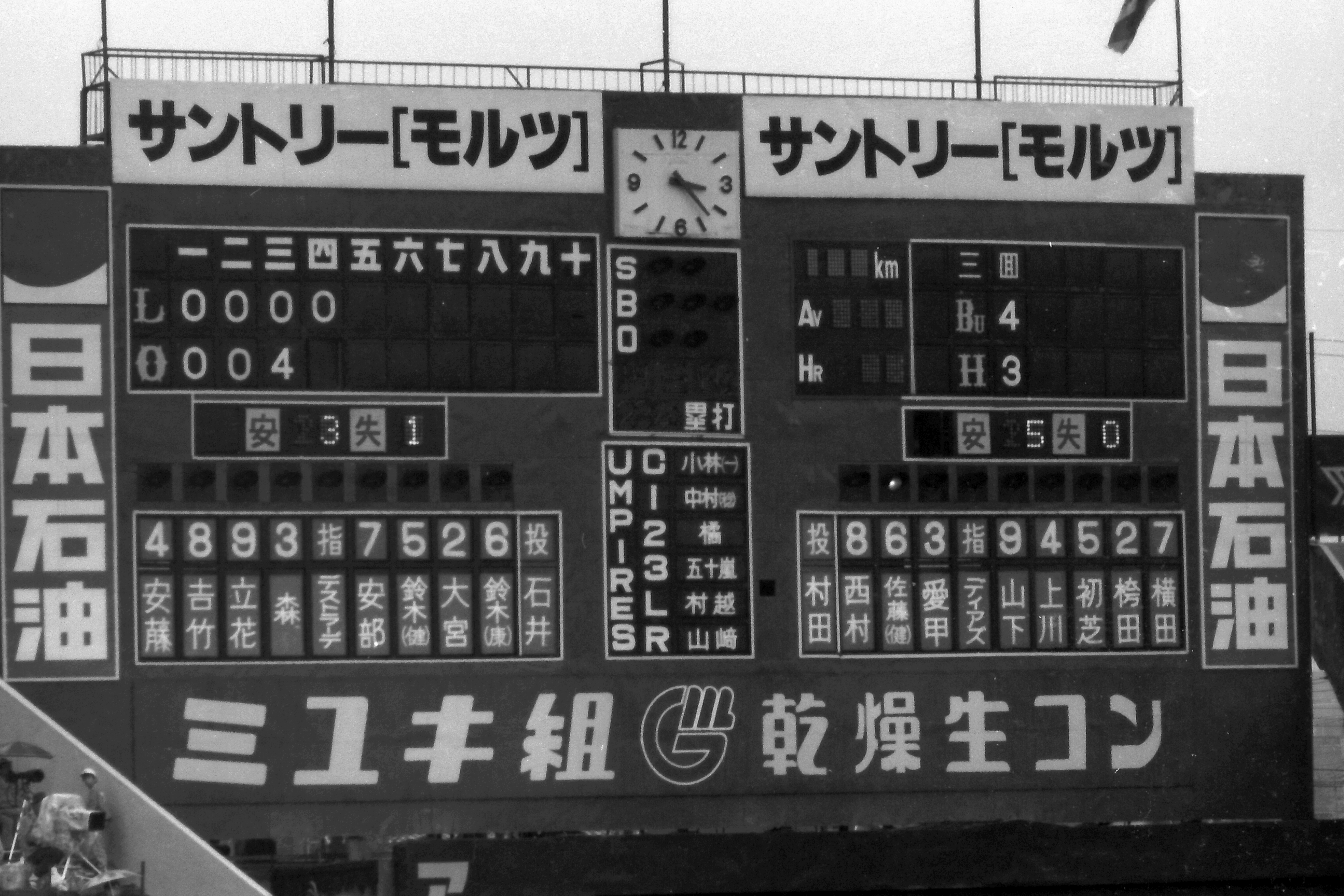
スコアボード（1990年撮影）

### スコアボード
- スコアボードは開場から1990年まではパネル式だった。
  - 開設当初から1959年、外野席が低層だったときは右中間にあり、下部に15イニングまで記載できるスコア、上部には縦書き横スクロールで選手名が表記され、さらにその上部に、チーム名を表示する箇所が設けられていた（1文字ずつ「大」「洋」などと掲出）[92]
  - 1960年の外野席増築に伴い、センターバックスクリーン後方に移設、当初はダブルヘッダーに対応できるよう、2試合分のイニングスコアが表示できるようになっていた。
  - 出場選手表示箇所（縦書き横スクロール）の上部に、チーム名を表示する箇所が設けられていた（1文字ずつ「大」「洋」などと掲出）。イニングスコアは9回まで表示可能。仮に延長戦に入った場合、シングルカード（当日1試合のみ）であれば、第2試合のチーム名を表記する箇所に10回の攻撃の得点を記載し、最大19回まで記述することができるようになっていた[93]が、ダブルヘッダーの場合は10回以降は9イニング分の得点パネルを外し、再び1回から表示し直していた。
  - その後10回まで表示可能に。11回以降は改めて1回のところから表示し、10回までの合計得点を10回の部分に表示した。ただし合計得点を表示する箇所は設けられておらず、高校野球など一部のアマチュア野球の試合では、10回の部分に合計得点を表示することがあった。この場合、8回が終了すると誤読を避けるため、パネルを外していた。
  - 1970年代中盤頃、第2試合を表示する箇所を改修し、現打者の打率と本塁打数を表示する箇所（電光式。白色電球を使用）と、前試合の結果もしくは他球場の速報を表示する箇所が設けられた。パ・リーグの指名打者制導入に伴って、選手名表示部に投手を表示する箇所が追加された。さらにチーム名表示箇所も改修され、チームの安打数・失策数を電光表示する箇所が設けられた。
  - それまでプロ野球の試合の際、選手名と守備位置の表示板は黒地のパネルに白文字で書かれたものを使用していたが、1987年からこれらは青地に白文字で書かれたものに入れ替えられたが、この際、阪急ブレーブスの選手の分を作成し忘れたため、同年最初のロッテ対阪急戦では、阪急選手の表示部分がすべて空白となるという珍事が発生した。[94]
- スコアボード下のバックスクリーンに回転広告が設置されていた時期（ホームラン時やイニングインターバルの演出に使用）があった。大洋本拠地時代は大洋漁業の広告になっていた。以降は不明。
- 1991年から2000年のスタンド撤去まで、スコアボードは電光式（高輝度放電管）だった。
  - スコア部の表示方法も改められ、他球場同様、イニングスコアの右側に合計得点、安打数、失策数を表示する形式となった。
  - 現在攻撃中の選手を示す、赤色信号灯やネオン管、LEDなどを使用した表示がなかったため、守備番号の表示部を全面点灯にすることで識別した。当該選手の攻撃中だけは白い■の表示となり、守備番号が見えなくなっていた。

### 主な設備
- バックネット裏に各地上波放送局の放送席（バンガロー風）があり、それぞれの席下に所有局のロゴが記述されていた。席順は、一塁側からフジテレビ、NHK、TBSテレビ、TBSラジオ、ニッポン放送、文化放送、ラジオ日本、tvk、空白席（主に日本テレビ、テレビ東京が使用）。それらの屋根の上にテレビ朝日の放送席が単独で設置されていた。朝日放送制作による1988年10月19日のロッテ対近鉄のダブルヘッダーの中継もここから放送した。
- ロッテが本拠地としてから、フジテレビ放送席のライト方向隣に電子オルガンの演奏席も設置されていた。かつての横浜スタジアムと同じ日本ビクター製の「ビクトロン」が採用された。

## 川崎球場で撮影された作品

### 映画
- 化石の荒野（1982年、東映・角川映画）
- コミック雑誌なんかいらない!（1986年）
- みんな〜やってるか!（1995年、日本ヘラルド映画／ビートたけし（北野武）監督）

### テレビドラマ
- 泣いてたまるか 第4話「オールセーフ」（1966年、TBS・国際放映）
- 探偵物語 第17話「黒猫に罠を張れ」（1980年、日本テレビ・東映芸能ビデオ）
- 西部警察 (PART1)
  - 第56話 「時間よ止れ!」
  - 第57話 「挑戦」
  - 第77話 「38時間の戦慄」
- 西部警察 PART-II 第28話「涙は俺がふく」（1982年、テレビ朝日・石原プロモーション）
- 警視庁殺人課 第11話「ナイター殺人事件 手話をつかう少年」(1981年、テレビ朝日・東映)
- 女捜査官 （1982年、朝日放送・テレパック）
- 男女7人秋物語 第1話「再会」（1987年、TBS・テレパック）
- さすらい刑事旅情編 第6話「元ドラフト選手と蔭の女」（1988年、テレビ朝日・東映）
- 女子高生!キケンなアルバイト（1991年、TBS・東宝）
- 風の刑事・東京発! 第13話「殺意のグリーン個室罠に落ちた男」（1996年、テレビ朝日・東映）
- わが町X 結婚祝いで届いた毒グモは8年前に急死した男からの贈り物（1998年、日本テレビ・火曜サスペンス劇場）

### CM
- 「テレビじゃ見れない川崎劇場」（1991年） - ロッテ戦の宣伝。それ以前にもロッテ戦の告知CMがtvkで放映されていた。
- 御幸毛織 - スコアボードに広告を掲示していた事が縁。同社一社提供『ミユキ野球教室』（日本テレビ）で見ることができた。

### バラエティなど
- 夢がMORI MORI（1992年 - 1995年、フジテレビ） - キックベースの試合会場に使用された。

## 交通
- 川崎富士見球技場#交通を参照。